# Province de Vibo Valentia
La province de Vibo Valentia est une province italienne située dans la région de Calabre dans le Sud du pays, dont le chef-lieu est la ville de Vibo Valentia.

## Géographie
La région est bordée par la côte montagneuse. Les villes se situent sur les littoraux, car le reste de la province est montagneux. Vibo Valentia est la seule ville à se trouver dans les plaines avec les différents hameaux de la province.
- Le lac Angitola

## Histoire
La province a été créée le 6 mars 1992, avec la province de Crotone, par division du territoire auparavant inclus dans la province de Catanzaro. L'organisme est devenu opérationnel au printemps 1995, avec l'élection du premier conseil provincial.
- Le château de Pizzo ou château Murat
- Le château Ruffo de Nicotera
- Le château de Vibo Valentia ou Château normand-souabe

## Nature
- Le parc naturel régional de Serre
- La réserve naturelle Cropani-Micone

## Culture
- Le musée archéologique national Vito-Capialbi
- Les murs grecs d'Hipponion

## Tourisme
Tropea est une ville touristique de la province.

## Administration

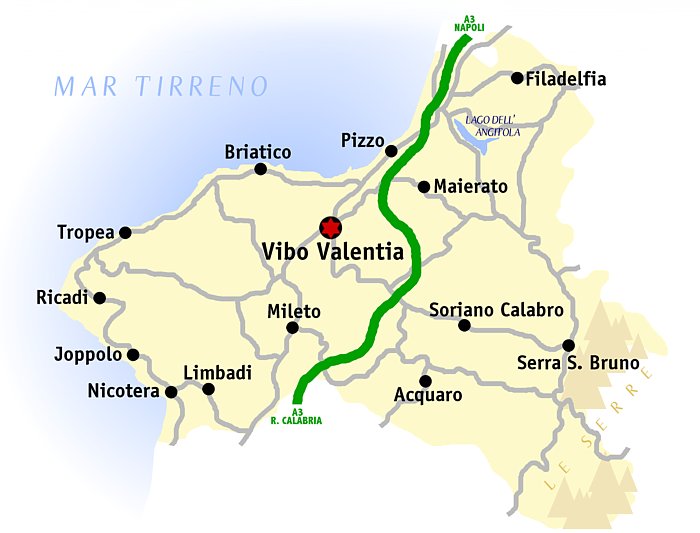

Les grandes agglomérations de la province :
- Briatico
- Filadelfia
- Jonadi
- Mileto
- Nicotera
- Pizzo
- Rombiolo
- Ricadi
- San Calogero
- Serra San Bruno
- Tropea
- Vibo Valentia

## Divers
- L'Abbaye Santo Stefano del Bosco à Serra San Bruno
- L'Abbaye Sainte-Trinité de Mileto
- La Cathédrale de Mileto
- La Cathédrale de Nicotera
- La Cathédrale de Tropea
- L'Église de Piedigrotta